# Jeroen van Veen
Pour les articles homonymes, voir Jeroen et Van Veen.
Jeroen van Veen (né le 26 octobre 1974) est un bassiste néerlandais au sein du groupe Within Temptation.